# 채하정
채하정은 대한민국 충청북도 영동군 양산면에 있다. 1996년 4월 15일 영동군의 향토유적 제31호로 지정되었다.

## 개요
양산면 봉곡리 마을 끝에 위치한 정자로 원래 강선대자리에 있던 것이 소실된 뒤 1935년에 현재의 위치에 중건한 것이다.